# 大濱長照
大濵 長照（おおはま ながてる、1947年（昭和22年）10月18日 - ）は、日本の政治家、医師。元沖縄県石垣市長（4期）。

## 略歴
- 1947年（昭和22年）10月18日 - 沖縄県石垣市で誕生
- 1966年（昭和41年）3月 - 琉球政府立八重山高等学校卒業
- 1973年（昭和48年）3月 - 群馬大学医学部卒業
- 1975年（昭和50年）5月 - 沖縄県立八重山病院医師
- 1986年（昭和62年）4月 - 沖縄県立八重山病院院長
- 1994年（平成6年）3月 - 沖縄県石垣市長に当選
- 1998年（平成10年）3月 - 石垣市長再選
- 2002年（平成14年）3月 - 石垣市長3選
- 2004年（平成16年） - 観光カリスマ百選に選定される[2]
- 2006年（平成18年）3月 - 石垣市長4選
- 2007年（平成19年）4月 - 出演映画『恋しくて』（シーサーおじい 役）が公開
- 2010年（平成22年）2月 - 石垣市長選挙に5選を目指して社会民主党・日本共産党・民主党・沖縄社会大衆党の推薦を受けて出馬したが、自由民主党、公明党推薦の中山義隆に大差で敗れ落選[3]
- 2011年（平成23年）10月 - 沖縄県国頭郡国頭村立東部へき地診療所へ医師として着任
- 2013年（平成25年）12月 - 石垣市長選挙（2014年3月2日）に出馬する意志を表明
- 2014年（平成26年）3月 - 石垣市長選挙に再選を目指して無所属で出馬したが、自由民主党、公明党推薦の中山義隆に再び敗れ落選[4]

## 尖閣諸島及び自衛隊･米軍に関する発言
2006年、陸上自衛隊第1混成団音楽隊のコンサートについて、石垣市民会館の使用を不許可にしたことがある。2008年にも同様のコンサートが開かれたが、この時は自衛隊誘致を目指す民間団体八重山防衛協会が主催する形だったため、市民会館の使用を許可している。
石垣市長であった2008年12月、石垣市議会で日本政府が「日本固有の領土」と主張する東シナ海の尖閣諸島について、「日本、中国、台湾で共同で研究調査すべきだ」と発言したことが明らかになった。また、米軍機の石垣空港使用に関連して「自衛隊も米軍も基本的には軍隊だ。人を殺すための国家の物理的な暴力装置だ」と述べて物議を醸し、発言を撤回した。

## 石垣市女性職員性的暴行疑惑
2009年10月15日以降、元石垣市職員の女性が自身のブログで、2002年9月16日午前4時に、前日に開かれた石垣市主催の敬老会の打ち上げの3次会会場の料亭で当時石垣市長であった大濱から性的暴行を受けたと告発を行った。
2009年10月26日以降、被害を受けたとされる女性が日本文化チャンネル桜に出演して一部始終を告白した内容が放映された。この女性は暴行を受けた後、家に帰ると娘に伴われて病院に駆け込んで治療を受け、そのカルテが残されているとしている。また、日本文化チャンネル桜は、大濵は事件後に女性に50万円を振り込んでいると報じた。
大高未貴によると、女性は告発後に中傷などを受けるようになり、心臓発作を起こして入院した。女性のブログは後に閉鎖されている。
一方、大濵は2009年11月3日に会見を開き、疑惑を事実無根と否定するとともに、「一方的に誹謗中傷されているが、法的対抗措置をとるため準備にかかって今日に至った」「この件に対しては法廷で裁いてもらおうという態度で一貫していきたい」と見解を表明した。これに対して、被害者とされる女性は「全面的に戦いたい。いったん出した真実は隠すことはできない。命をかけて対応する」と述べている。その後、同年12月18日に大濵は、那覇地方検察庁に名誉毀損事件として刑事告訴している。